# Fabrizio Bozzetti

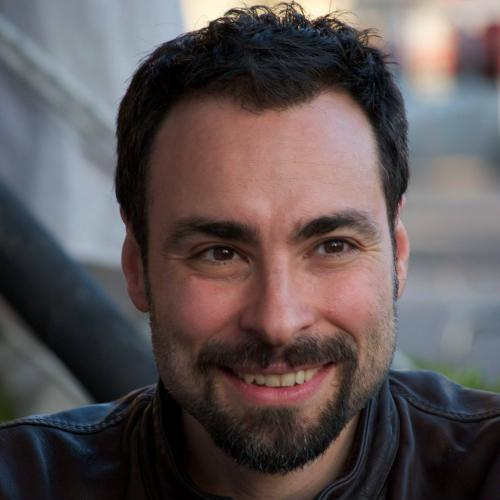
Fabrizio Bozzetti

Fabrizio Bozzetti (Milano, 31 marzo 1971) è uno sceneggiatore e scrittore italiano.

## Biografia
Dopo essersi laureato con 110 e lode presso l'Università Cattolica di Milano in Storia delle teoriche del cinema con una tesi dedicata a Emir Kusturica, svolge un dottorato sulle filmografie della ex Jugoslavia. Perfeziona i suoi studi in ambito cinematografico presso Ipotesi Cinema, sotto la direzione di Ermanno Olmi.
Inizia a collaborare con le produzioni di Ipotesi Cinema, come assistente regia di Piergiorgio Gay, Roberto San Pietro, Giulio Ciarambino, Alberto Rondalli, sui set dei lungometraggi Domani, Tre storie e Guarda il cielo. Mentre sperimenta anche i ruoli di montatore, assistente di produzione e assistente regia pure a livello pubblicitario e televisivo al fianco di diversi autori tra cui Adriano Celentano, si appassiona alla scrittura per l’audiovisivo.
Il suo primo contratto come sceneggiatore gli viene offerto nel 2005 da Nanni Moretti, che seleziona il suo soggetto Asian Ex (poi anche pubblicato come racconto in un volume edito da Cinemazero) finanziandone la sceneggiatura. Nel 2009 scrive il videoclip Vieni a vivere come me di Dente. Nel 2009 vince con Al servizio del cliente il premio Solinas Talenti in Corto, che produce il cortometraggio omonimo, il quale ottiene 14 premi nel mondo, è finalista ai Globi d’Oro, viene selezionato in altre 34 manifestazioni e venduto in tre continenti. Lo stesso anno scrive il cortometraggio Fuso, vincitore di Location Piacenza, diretto da Davide Gatti. Nel 2011 scrive Va così, corto distopico interpretato da Valeria Golino e Le Vibrazioni, vincitore della categoria “Miglior video” della nona edizione del festival Roma VideoClip. Nel 2016 scrive i corti La stanza (assieme a Silvia Cremaschi che lo dirige), interpretato da Sara Drago e Gigio Alberti, e Agata (con Giacomo Boeri, che ne è anche regista), interpretato da Michela Cescon. Nel 2012 ottiene con La guardia la menzione speciale del Premio Solinas, il principale premio per la sceneggiatura in Italia, un riconoscimento che permette di avviare il percorso produttivo del film (di cui scrive soggetto e sceneggiatura) che si sviluppa come una coproduzione italo-tedesca (La Sarraz Pictures e Heimatfilm) per la regia di Giulio Ricciarelli (finalista Oscar 2016 per il miglior film straniero) ottenendo i fondi FFA German Federal Film Board, Film und Medienstiftung NRW, bando coproduzione Italia-Germania, IDM Alto Adige e sceneggiature originali MiBACT, nonché del Development Slate Funding Creative Europe e del Piemonte Film Tv Development Fund.
Nel 2018 esce nei cinema italiani Te lo dico pianissimo, di cui firma la sceneggiatura assieme al regista Pasquale Marrazzo e a Roberto Traverso, lungometraggio interpretato tra gli altri da Lucia Vasini, Stefano Chiodaroli e Pietro Pignatelli, successivamente distribuito in streaming da Amazon Prime Video. 
Nel marzo 2019 La mia seconda volta (di cui scrive soggetto e, con la collaborazione del regista Alberto Gelpi, sceneggiatura) giunge al quarto posto tra i maggiori incassi cinematografici in Italia: si tratta di un lungometraggio young adult interpretato tra gli altri da Aurora Ruffino, Luca Ward, Daniela Poggi, Mariachiara Di Mitri, Simone Riccioni e Federico Russo. 
A ottobre 2019 esce nei cinema italiani L’uomo senza gravità, interpretato da Elio Germano, Michela Cescon ed Elena Cotta, di cui firma il soggetto col regista Marco Bonfanti, lungometraggio poi distribuito in tutto il mondo da Netflix. 
Nel 2021 viene presentato in chiusura del Torino Film Festival L’angelo dei muri, lungometraggio interpretato da Pierre Richard e Iva Krajnc, con la fotografia di Peter Zeitlinger, di cui scrive soggetto e sceneggiatura col regista Lorenzo Bianchini e sua sorella Michela Bianchini; il film vince l'International Fantastic Film Festival El Grito (Venezuela), il Budapest Movie Award (Ungheria) come "best fantasy" e il premio Gianni Di Venanzo (Italia), viene selezionato al Golden Rooster Festival di Xiamen (l'equivalente per la Cina degli Oscar), a Camerimage (Polonia), ai festival K3 (Austria) e Au-delà de l'écran (Francia); esce nelle sale italiane a maggio 2022 con ottimi riscontri di critica e viene poi distribuito da Amazon Prime Video. 
Collabora alla sceneggiatura di Non morirò di fame (I Will Not Starve), lungometraggio di coproduzione italo-canadese dedicato al tema dello spreco alimentare, presentato al Terni Film Festival (Italia) e al Cinéfest Sudbury International Film Festival (Canada), evento speciale di Ein Prosit 2023, uscito nel febbraio 2023 esce nelle sale italiane e a ottobre 2024 in Canada e Québec col titolo francese Un festin pour le coeur. 
Il successivo lungometraggio di cui scrive la sceneggiatura, La luna sott’acqua, diretto da Alessandro Negrini, coproduzione italo-danese (Incipit Film, Incadenza Productions e Casablanca Film) esce nelle sale italiane il 9 ottobre 2023, in occasione del sessantesimo anniversario della tragedia del Vajont, che è tra le tematiche affrontate dal film; si aggiudica il Premio della Giuria Crossing the Screen Eastbourne International Film Festival e vince la sezione Confini dell'Ischia Film Festival, nonché il premio come miglior lungometraggio al Post-Cinema Film Festival di Siracusa, il premio Ambiente al Festival del cinema di Cefalù (decima edizione, Italia) e la menzione d’onore al Piano B Film Festival di Roma; è finalista Anatolia International Film Festival Istanbul e selezionato al MDOC – Melgaço International Documentary Film Festival, al Docs Ireland Film Festival, alla ventiquattresima edizione del Napoli Film Festival e alla tredicesima edizione delle Giornate del cinema mediterraneo di Iglesias.
A settembre 2023 si completano le riprese di Neve, lungometraggio diretto da Simone Riccioni, di cui firma soggetto e sceneggiatura, uscito nei cinema italiani nel marzo 2024 con notevoli riscontri di pubblico, al punto da essere il film italiano con la miglior media copia di quel periodo. 
Il documentario di co-produzione sloveno-italiana The Other Side of the Pipe, che firma come story editor, ha la sua prima internazionale al festival Visioni dal Mondo di Milano nel settembre 2024. 
In ambito letterario, nel 2019 pubblica per De Agostini assieme a Francesca Sangalli il romanzo L’imprevedibile movimento dei sogni; nel 2022 pubblica i racconti Ritrovarsi, finalista al premio L'immagine parla, e Ciò che rimane, finalista al premio Caterina Percoto, e il romanzo L'Essenza, una storia distopica che si aggiudica il Premio Montag per la narrativa. Nel marzo 2021 esce il tuo terzo romanzo, Margherita dei ribelli. Sorella, eretica, rivoluzionaria, edito da DeriveApprodi e dedicato a Margherita Boninsegna da Trento, di cui Nadeesha Uyangoda, critica letteraria del settimanale Internazionale, ha scritto: «una figura sradicata dalla storia le cui poche informazioni biografiche sono legate alla documentazione dei vincitori. In questo romanzo Margherita si prende lo spazio che le è sempre stato negato, in un racconto che si muove sul crinale tra mito e memoria. Un libro [....] camaleontico nel suo essere storico e d’avventura, [...] che si allunga in una scrittura ricca, intrattiene e incuriosisce». 
Tra i suoi progetti in sviluppo White Summer, di cui scrive soggetto e sceneggiatura, per la regia di Stefan Jäger, prodotto da tellfilm  (Zurigo), progetto vincitore del bando di residenza creativa Casa Pantrovà a Villa Carona (Svizzera); Washed and Buried, co-produzione sloveno-italiana (Bela Film, Lubiana e Incipit Film, Udine) per la regia di Martin Turk, trattamento vincitore del premio di sviluppo Slovenski Filmski Center, del Fondo Audiovisivo FVG 2019, del fondo di produzione del Ministero sloveno 2022 e selezionato per il workshop Alumni Meeting del Torino Film Lab e per ScripTeast, il più prestigioso workshop di scrittura dell’Est Europa; L’uomo che ha fermato il tempo, lungometraggio biopic dedicato all'ultramaratoneta Marco Olmo per la regia di Paolo Casalis e Stefano Scarafia, co-produzione italo-francese di cui firma soggetto e sceneggiatura, vincitore del bando di sviluppo Italia-Francia 2018 e del Piemonte Film Tv Development Fund e presentato al MIA di Roma 2021; Estate senza fine, che ha ottenuto il sostegno del MIBACT bando autori; e La ribelle, in sviluppo per La Sarraz Pictures per la regia di Francesco Fei, progetto vincitore del Piemonte Film Tv Development Fund.
È attivo pure come story editor per diverse case di produzione, nonché come insegnante di sceneggiatura – negli ultimi anni, presso l’Accademia di Brera, l’Istituto Europeo di Design di Milano – dove è stato anche responsabile di corso – e per conto del Centro Espressioni Cinematografiche di Udine. Nel novembre 2020 è stato nominato dal Ministero della Pubblica Istruzione “Esperto formatore nell’ambito dell’educazione visiva a scuola”.

## Filmografia essenziale
- 1998 Tre storie (assistente alla regia)
- 2010 Al servizio del cliente
- 2016 Agata
- 2016 La stanza
- 2018 Te lo dico pianissimo
- 2019 L'uomo senza gravità
- 2019 La mia seconda volta
- 2021 L'angelo dei muri
- 2022 Non morirò di fame
- 2023 La luna sott'acqua
- 2024 Neve

## Premi
- 2005 Premio Sacher (soggetto pubblicato in volume edito da Cinemazero)
- 2006 Autumn Film Festival (migliore sceneggiatura di lungometraggio)
- 2007 Sonar Script (menzione per l’elaborazione strutturale)
- 2008 Calabria Film Festival – Premio Leopoldo Trieste
- 2009 Sonar Subject (menzione speciale)
- 2009 RIFF Award (Rome Independent Film Festival – miglior soggetto di lungometraggio)[34]
- 2009 Premio Solinas – Talenti in corto[35]
- 2011 Premio Miglior Video IX edizione del Premio Roma Videoclip (con Va così, di cui ha scritto soggetto e sceneggiatura)
- 2011 RIFF Award (Rome Independent Film Festival – miglior corto con Al servizio del cliente, di cui ha scritto soggetto e sceneggiatura)[36]
- 2012 Premio Lions Città di Firenze (miglior sceneggiatura di lungometraggio)[37]
- 2012 Premio Solinas – Storie per il cinema (menzione speciale)[38]
- 2016 Vincitore contributo sceneggiature originali MiBACT con La guardia (di cui ha scritto soggetto e sceneggiatura)[5]
- 2018 Best Screenplay Figari Film Fest[39][40][41]
- 2022 Premio Montag per la narrativa con il romanzo L'Essenza